# Margarida Devesa
Margarida Devesa (Girona) va ser una dona acusada per bruixeria el 1427 pel Tribunal episcopal de Girona i el Tribunal inquisitorial de Barcelona.
Prohoms de Girona la van acusar davant el rei de sacrificar nadons, i així provocar el terratrèmol del 15 de març del 1427 a Amer. Literalment, l'acusaven d'haver «invocat dimonis, els ha adorats e fets sacrificis de carn d’infant o albat mort». Per això li demanen al monarca que n'avali l'execució, en contra del parer de l'inquisidor general Francesc Sala. És sentenciada a turments. El seu marit va apel·lar a la seu metropolitana contra la interlocutòria del tribunal de Girona. Margarida Devesa és empresonada, i els prohoms es dirigeixen a l'arquebisbe de Tarragona per demanar la continuació del procés. Es desconeix com va acabar aquest cas.
Guanyem Girona va demanar la seva inclusió al nomenclàtor de la ciutat.